# جاك كيزر
جاك كيزر (بالهولندية: Jacques Keyser)‏ هو منافس ألعاب قوى هولندي، ولد في 12 أكتوبر 1885 في باريس في فرنسا، وتوفي بنفس المكان في 21 مارس 1954.

## وصلات خارجية
- جاك كيزر على موقع أوليمبيديا (الإنجليزية)